# Râul Valea lui Aron (Comisu)
Râul Valea lui Aron este un curs de apă, afluent de stânga al râului Dâmbovița. Izvorăște sub vârful Comisul Nu trebuie confundat cu râul cu același nume de pe versantul opus, care se varsă în Dâmbovița aval de lacul de acumulare Pecineagu.

## Hărți
- Munții Făgăraș  Arhivat în 8 septembrie 2013, la Wayback Machine.
- Alpinet - Munții Făgăraș
- Munții Iezer-Păpușa Arhivat în 11 februarie 2012, la Wayback Machine.
- Harta Județul Argeș